# Frans Hogenberg
Frans Hogenberg (ur. w 1535 w Mechelen, zm. w 1590, prawdopodobnie w Kolonii, Niemcy) – malarz, sztycharz, grafik, kartograf, wydawca. Początkowo wykonywał portrety i krajobrazy. Przebywał i tworzył m.in. we Francji (1560), w Kolonii (po 1570), Hamburgu (1585), Danii (1588).
Przygotowywał ilustracje do dzieł kartografów:
- Abrahama Orteliusa – Theatrum orbis terrarum (wyd. Antwerpia, 1570),
- Georga Brauna – Civitates orbis terrarum (wyd. Kolonia, 1572–1617).

Współpracując z G. Braunem i A. Orteliusem wykonywał – poza widokami miast – alegorie, scenki rodzajowe i batalistyczne, projektował strony tytułowe wydawnictw.

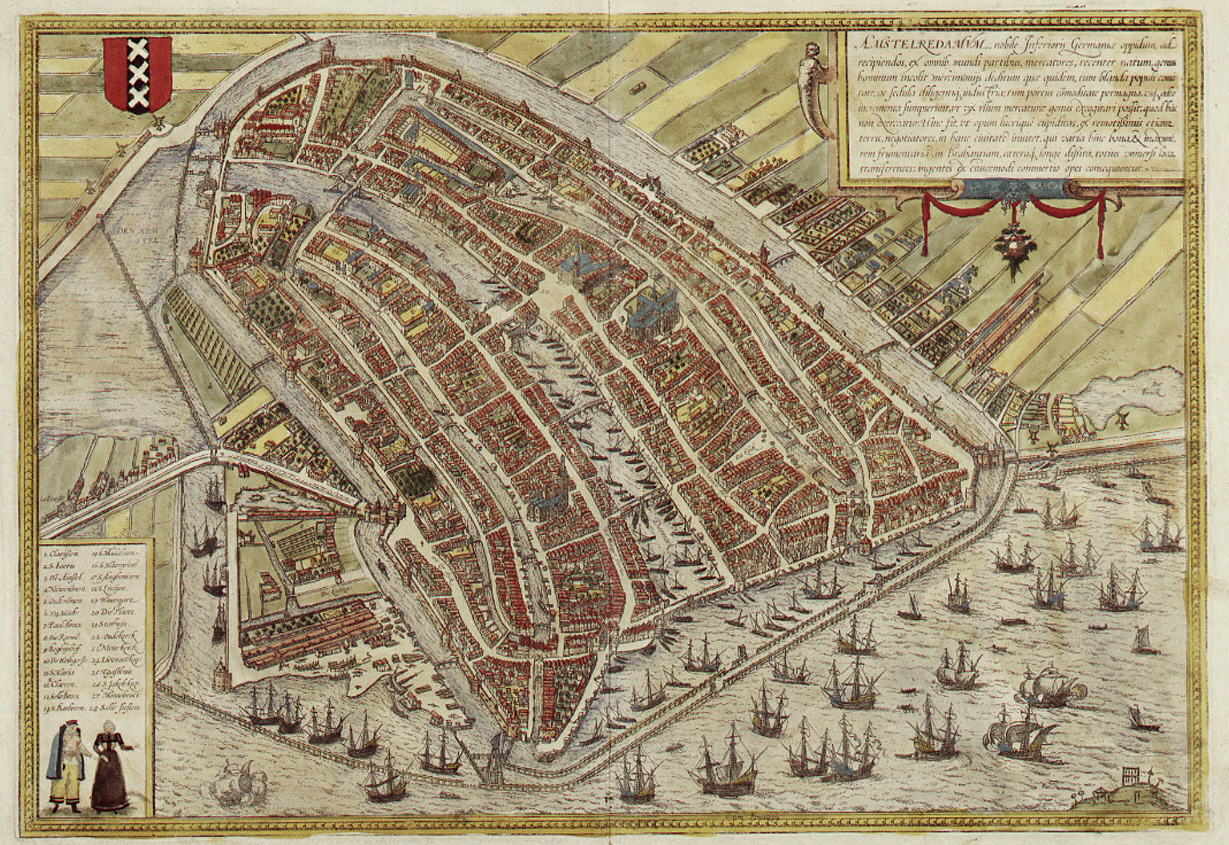
Plan Amsterdamu (1572)
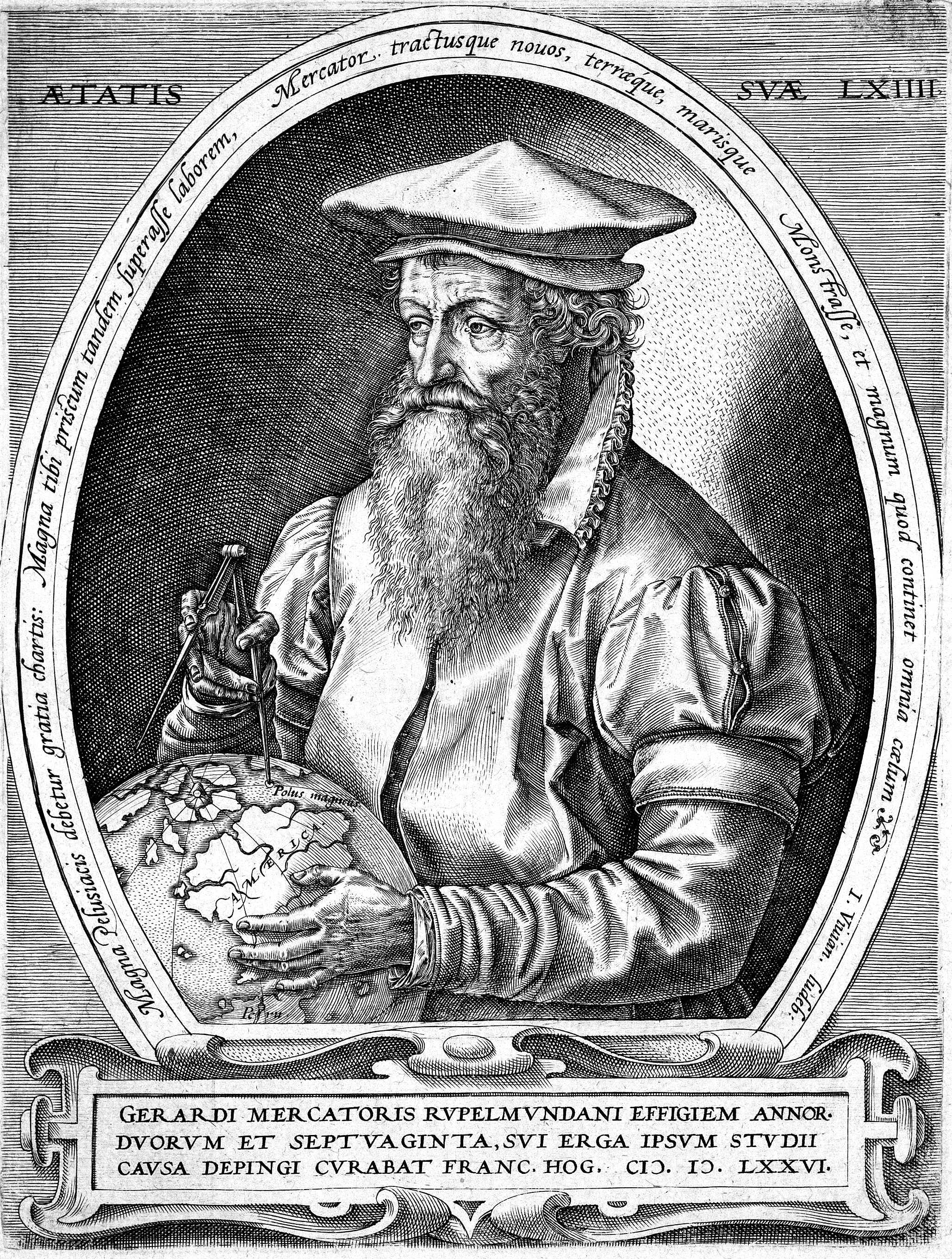
Gerard Merkator (1574)
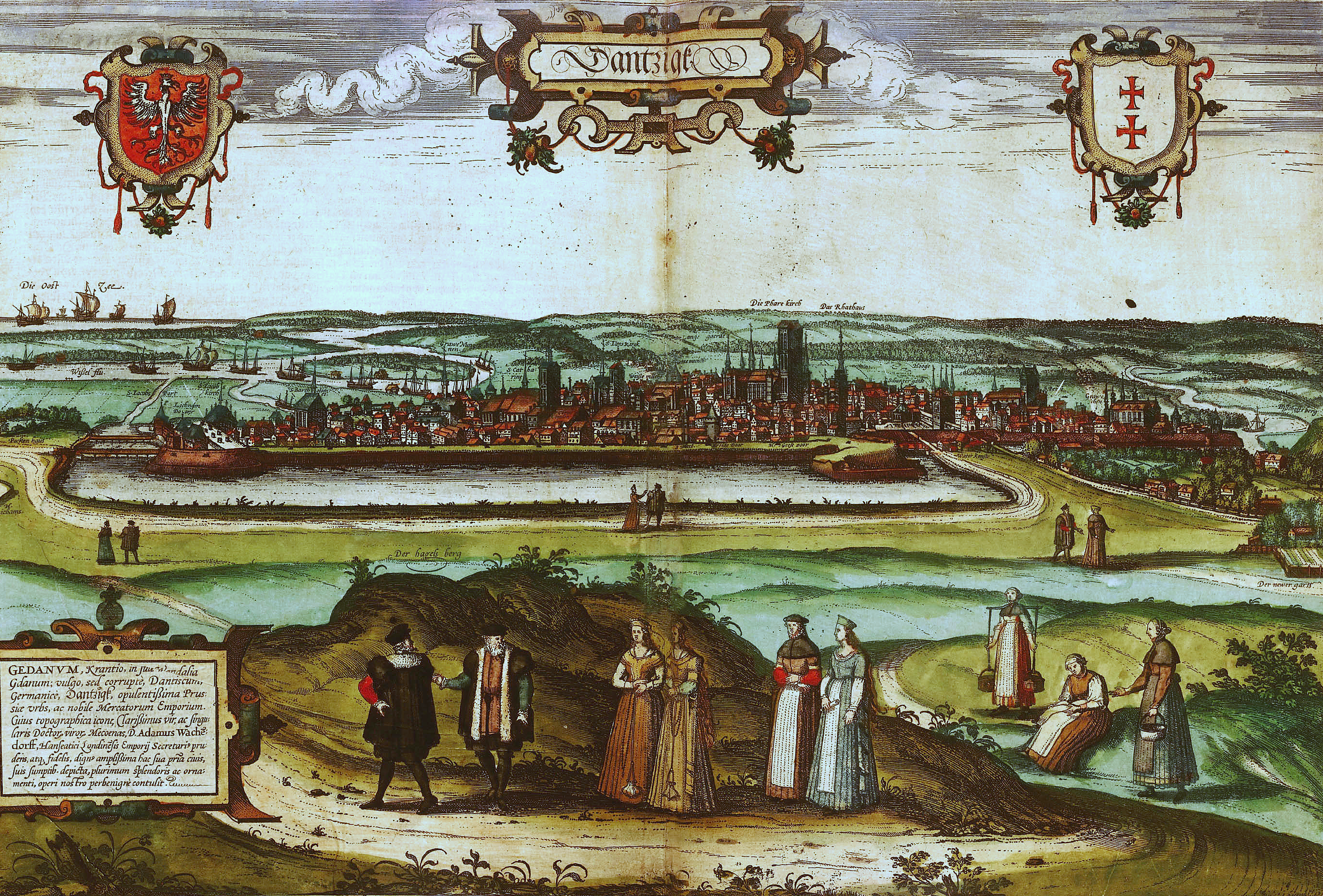
Widok Gdańska (1575)
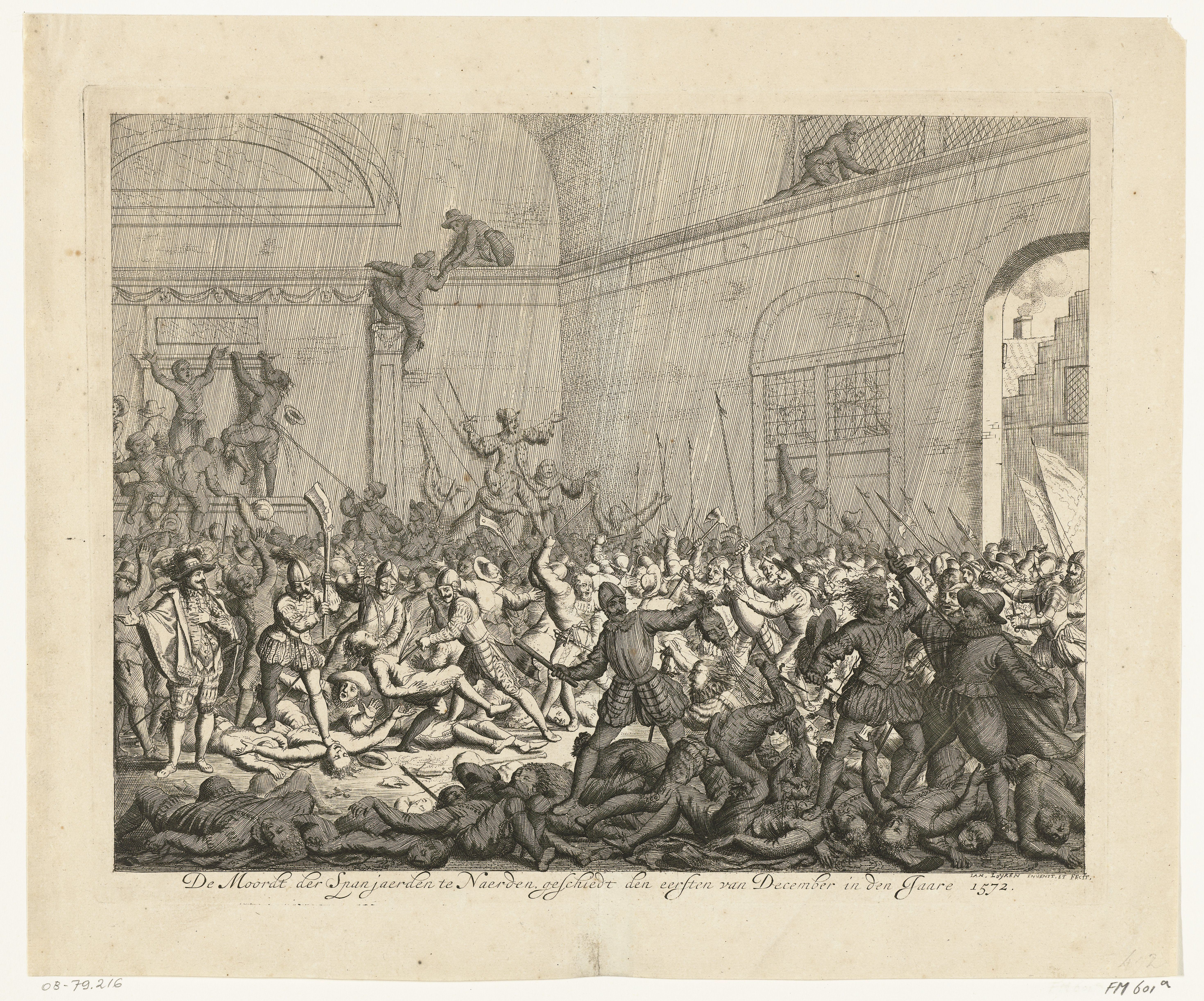
Masakra w kościele w Naarden